# Pleopodias elongatus
Pleopodias elongatus är en kräftdjursart som beskrevs av Richardson1910. Pleopodias elongatus ingår i släktet Pleopodias och familjen Cymothoidae. Inga underarter finns listade i Catalogue of Life.